# Tell It to the Frogs
"Tell It To The Frogs" là tập thứ ba trong Phần 1 của series phim truyền hình về dịch bệnh The Walking Dead. Tập phim lên sóng trên kênh AMC của Mỹ vào ngày 14 tháng 11 năm 2010. Khi phát sóng tại Mỹ, tập phim đã đạt được xếp hạng cao với 5,07 triệu người xem trong đó có 2,5 triệu người từ 18-49 tuổi.

## Nội dung tập
Tập phim mở đầu bằng hình ảnh nhân vật Merle Dixon vẫn đang bị còng chặt tay trên sân thượng của tòa nhà tại thành phố Atlanta và trong một tâm trạng hoảng loạn. Khi những xác sống từ dưới đã lên được tầng trên cùng và bắt đầu kêu ầm ĩ ở cánh cửa đã bị móc chặt, Merle hoảng sợ và cố dùng thắt lưng của mình để lấy một chiếc cưa nằm gần đó. Trên đường quay trở lại khu trại của nhóm Atlanta, Morales khuyên Rick đừng quá dằn vặt về việc đã bỏ Merle lại: "Sẽ chẳng ai thấy buồn vì hắn không quay lại đâu, ngoại trừ Daryl" (em trai của Merle).
Ở khu trại, Lori đang cắt tóc cho Carl trong khi Shane hứa sẽ đưa cậu bé đi bắt ếch ở một khu mỏ gần đó về để nấu thức ăn. Bầu không khí tĩnh lặng bỗng bị phá vỡ bởi tiếng còi báo động inh ỏi từ chiếc xe thể thao của Glenn đã trở về. Jim, với kinh nghiệm về xe cộ của mình, đã nhanh chóng ngắt tiếng còi của chiếc xe trong khi Shane khiển trách Glenn về việc âm thanh đó có thể dụ đám xác sống đến chỗ họ. Chiếc xe tải chở những người còn lại cũng đã quay trở lại, Andrea bước ra khỏi xe và lập tức chạy tới ôm chặt em gái Amy của cô. Morales cũng có một cuộc đoàn tụ đầy mừng rỡ với gia đình anh. Chứng kiến cảnh tượng đó, Carl đã bật khóc vì thấy nhớ bố mình. Lori liền cố an ủi con trai mình.
Glenn liền kể với mọi người rằng họ có thể đã không ra được khỏi Atlanta nếu không có sự giúp đỡ của "một người mới". Morales tiếp lời rằng "người đó" cũng là một sĩ quan cảnh sát giống Shane. Đúng lúc đó, Rick bước ra từ chiếc xe tải. Nhìn thấy bố, Carl liền lập tức chạy tới chỗ anh trong khi Lori chạy theo sau, cả gia đình họ ôm chặt lấy nhau. Shane nhìn họ với ánh mắt ái ngại.
Tối hôm đó, khi cả nhóm quây quần quanh lửa trại, Rick kể lại cảm giác mơ hồ của anh khi tỉnh lại trên giường ở bệnh viện. Lori liền giải thích về việc người ta nói với cô rằng Rick sẽ được chuyển tới bệnh viện tại Atlanta, nhưng thực tế chuyện đó chưa từng được thực hiện. "Mẹ nói rằng bố đã chết" - Carl liền nói. Và Rick đáp lại: "Mẹ con có lý do để tin như vậy". Anh liền cảm ơn Shane vì đã cứu vợ con mình.
Ở gần đó, một kẻ có vẻ khá hung hăng tên Ed Peletier đang mang những thanh củi mới thả vào đám lửa sưởi ấm gia đình của hắn. Shane liền nhắc nhở Ed, nói rằng cần phải để nhỏ lửa để họ không bị nhìn thấy từ xa. Sau một hồi lời qua tiếng lại, Shane đi đến chỗ hắn để dằn mặt. Lúc này, Ed đành phải bảo vợ mình - Carol dập đám lửa đó đi. Ed nhìn Shane với ánh mắt khó chịu khi anh hỏi thăm tình hình của Carol và con gái hắn - Sophia rồi chúc họ ngủ ngon.
Khi Shane đã quay trở lại chỗ cũ, Dale liền hỏi mọi người rằng họ định sẽ nói với Daryl thế nào về chuyện đã bỏ Merle lại. Rick cho rằng anh là người sẽ phải nói chuyện với Daryl. T-Dog cũng nói rằng anh nên là người phải làm việc đó, vì do lỗi của anh đã làm rơi chiếc chìa khóa mở còng tay cho Merle. Cuối cùng, T-Dog cho rằng Merle vẫn đang ở trên sân thượng đó, và họ cần có trách nhiệm giải quyết điều đó.
Lát sau trong lều của gia đình nhà Grimes, Rick chúc Carl ngủ ngon rồi đến nằm bên cạnh vợ mình. Họ tâm sự với nhau về những lỗi lầm trong quá khứ và cơ hội thứ 2 mà họ có được khi gặp lại nhau. "Không phải ai cũng có được cơ hội này" - Rick nói. Lori liền đưa lại cho Rick chiếc nhẫn cưới của anh. Họ bắt đầu ôm và hôn nhau. Trong khi đó, Shane đang ngồi gác trên nóc chiếc RV và nhìn về phía lều của vợ chồng Rick với vẻ mặt u sầu.
Buổi sáng hôm sau, Rick thức dậy và nhìn thấy một bộ quần áo hoàn toàn sạch sẽ đã được để sẵn cho anh. Anh mặc bộ quần áo đó, bước ra khỏi lều và nói lời chào buổi sáng với mọi người. Gần đó, Carol đang là quần áo giúp Rick, anh liền bước tới và nói lời cảm ơn với cô. Glenn thì đang trách móc Dale và Jim vì đã tháo tung chiếc xe thể thao màu đỏ mà anh đã lái hôm qua để lấy xăng và các bộ phận cần thiết. Rick vỗ vai Glenn và nói rằng một ngày nào đó họ sẽ "chôm" được một chiếc xe khác giống vậy.
Rick liền đến chỗ Lori và nói rằng anh dự định sẽ cùng một vài người quay trở lại Atlanta để giải cứu Merle. Điều này khiến Lori bị shock, nhưng trước khi cô kịp thuyết phục anh không làm việc đó, họ đã bị xen ngang bởi tiếng hét của Carl và Sophia. Rick, Shane, Jim và Glenn liền chạy tới nhưng thật may là cả hai đứa trẻ không bị sao cả. Họ nhìn thấy một xác sống gần đó đang ăn xác của một con hươu với một vài mũi tên vẫn đang găm trên người nó. Cả bốn người liền đánh tới tấp con walker cho đến khi Dale đến và dùng rìu chặt đứt đầu nó. Ông tỏ ra khá lo lắng khi lần đầu nhìn thấy một xác sống đi xa đến tận núi cao như vậy. Jim cho rằng có lẽ thành phố đang dần cạn kiệt thức ăn cho chúng.
Bỗng nhiên, có tiếng lạo xạo phát ra từ trong khu rừng, Shane liền giơ súng lên cảnh giác nhưng chỉ để phát hiện ra rằng đó chính là Daryl, em trai của Merle. Anh ta phàn nàn về việc con walker đã ăn xác con hươu mà anh ta săn được. Nhận thấy rằng phần đầu của con walker vẫn còn sống, Daryl bực tức bắn một mũi tên và giết chết nó. Tưởng rằng anh trai mình đã trở về, Daryl liền đi về phía khu trại và gọi tên Merle.
Shane bèn đi tới và nói với Daryl rằng Merle đã không thể quay lại trại. Rick liền bước tới và thừa nhận rằng lỗi là do mình khi mà anh đã còng tay Merle trên sần thượng của tòa nhà. Daryl liền tức giận lao về phía Rick nhưng bị Shane ngăn lại. Chưa dừng lại tại đó, anh ta rút một con dao từ thắt lưng da, tiến về phía Rick và chém hụt qua người anh. Shane một lần nữa giữ lấy người Daryl và dùng tay ghì chặt vào cổ anh ta, Rick liền lấy con dao đi và đề nghị rằng họ nên bàn luận về việc này trong không khí bình tĩnh. T-Dog thừa nhận rằng một phần lỗi là do anh khi anh đã làm rơi chìa khóa mở còng, và anh nghĩ rằng có thể vẫn còn hy vọng vì trước khi rời khỏi, T-Dog đã khóa chặt cánh cửa lại để đám xác sống bên dưới không thể tràn lên sân thượng. Daryl liền đề nghị mọi người chỉ đường cho anh ta đi cứu anh trai mình. Nhưng Rick nói rằng anh sẽ đi cùng Daryl, điều này khiến nét mặt Lori thoáng buồn, cô bỏ vào trong chiếc RV.
Rick liền thay lại bộ đồng phục cảnh sát của mình để chuẩn bị rời đi cùng Daryl. Shane đến và hỏi anh về lý do khiến anh lại một lần nữa bỏ lại vợ con chỉ để đi cứu một kẻ như Merle Dixon. Rick đáp lại rằng việc bỏ mặc Merle giống như để mặc một con thú bị mắc bẫy đến chết khát và việc làm đó hoàn toàn là vô nhân tính. Rick liền tới chỗ Glenn nhờ anh ta giúp đỡ. Glenn lưỡng lự một hồi rồi đồng ý trong khi T-Dog tình nguyện đi cùng ho. Shane cho rằng Rick đang khiến từng người trong nhóm dấn thân vào nguy hiểm, trong khi khu trại cần rất nhiều người để bảo vệ phòng khi có chuyện bất trắc xảy ra. Rick liền đáp lại rằng anh có thể củng cố thêm việc bảo vệ khu trại bằng cách lấy lại túi súng mà anh đã làm rơi ở Atlanta. Khi Lori và Carl nói rằng họ thực sự không muốn Rick đi, anh đành phải giải thích vợ con mình rằng anh nợ một người đàn ông tên Morgan mạng sống của mình. Ông ta cùng con trai mình đã cứu Rick khi anh vừa ra khỏi bệnh viện, và Rick cũng cần phải lấy lại chiếc bộ đàm mà anh dùng để liên lạc với người đó để cảnh báo ông ấy đừng đến Atlanta - nơi giờ này đã tràn ngập xác sống.
Trước khi nhóm 4 người lên đường, Shane tới đưa cho Rick những viên đạn cuối cùng mà anh ta có và nói rằng: "4 người, 4 viên. Hy vọng 4 sẽ là con số may mắn của anh"
Trong lều, Lori vẫn đang buồn phiền về việc Rick bỏ lại mẹ con cô lần nữa. Carl liền nói rằng mẹ đừng nên lo lắng, vì sau tất cả những gì đã xảy đến với bố, không gì có thể làm hại được bố
Lát sau ở mỏ đá, Shane và Carl tìm bắt ếch để bỏ vào giỏ trong khi Andrea, Amy, Carol và Jacqui giặt đồ ở gần đó. Những người phụ nữ vừa giặt quần áo và nói chuyện phiếm về những món đó của xã hội hiện đại mà họ thấy nhớ nhất. Khi Andrea nói rằng cô nhớ cái "máy rung" của mình. Carol liền nói rằng "Tôi cũng vậy" và khiến những người khác phá lên cười. Ed - chồng của Carol với vẻ mặt khó chịu như thường lệ tiến đến gần và nhắc nhở rằng đây không phải là câu lạc bộ hài và họ nên tập trung vào việc đang làm.
Lori đi đến bảo Carl quay trở lại trại và cảnh cáo Shane tránh xa khỏi gia đình cô. Khi Carl đã đi, Shane cho rằng hai người họ cần nói chuyện, Lori từ chối và nói rằng anh hãy đi mà tâm sự với lũ ếch dưới hồ. Shane hỏi Lori rằng liệu có phải cô nghĩ anh ta không vui khi thấy Rick quay trở về không. Lori liền đáp: "Sao anh lại vui được cơ chứ? Chính anh là người đã nói rằng chồng tôi đã chết". Sau đó, Lori tức giận bỏ đi.
Trong khi đó, Ed vẫn tiếp tục đứng cạnh nhóm phụ nữ đang giặt đồ để giám sát họ. Cảm thấy khó chịu, Andrea quăng quần áo về phía hắn và nói rằng hắn nên tự đi mà giặt đồ lấy. Ed liền vứt trả lại và cảnh cáo Andrea rằng đừng tưởng hắn không dám đánh cô. Ed liền ra lệnh cho Carol đi cùng hắn trong khi những người còn lại cố ngăn cản vì sợ cô sẽ tiếp tục bị hắn bạo hành. Ed liền tát mạnh vào mặt Carol. Đúng lúc đó, Shane lôi Ed ra và đẩy ngã hắn. Anh ta đấm liên tục vào mặt hắn cho đến khi khuôn mặt hắn rỉ máu và sưng phồng lên, mặc cho những người khác cố can ngăn. Shane cảnh cáo: "Mày mà còn đụng tay vào vợ, con gái mày hay bấy kỳ ai trong khu trại này nữa, lần sau tao sẽ không ngừng lại đâu". Anh ta đạp vào người hắn một lần cuối trước khi bỏ đi. Carol liền bật khóc chạy đến bên cạnh chồng và liên tục xin lỗi.
Tại Atlanta, sau khi bỏ lại xe ở một nơi khác và đi bộ sâu vào trong thành phố, nhóm của Rick, Daryl, Glenn và T-Dog cuối cùng cũng đã quay trở lại được cửa hiệu tạp hóa trước đó. Họ hạ gục một vài xác sống và nhanh chóng đi lên sân thượng tòa nhà, nhưng cuối cùng chỉ để thấy dưới đất là một cái cưa cùng một bàn tay đã bị đứt lìa của Merle, trên ông nước vẫn là chiếc còng tay dính máu. Daryl liền hét lên tuyệt vọng trong khi những người còn lại tỏ ra ái ngại.

## Diễn viên

### Diễn viên chính
- Andrew Lincoln vai Rick Grimes
- Jon Bernthal vai Shane Walsh
- Sarah Wayne Callies vai Lori Grimes
- Laurie Holden vai Andrea
- Jeffrey DeMunn vai Dale Horvath
- Steven Yeun vai Glenn Rhee
- Chandler Riggs vai Carl Grimes

### Diễn viên định kỳ
- Norman Reedus vai Daryl Dixon
- Michael Rooker vai Merle Dixon
- Emma Bell vai Amy
- Andrew Rothenberg vai Jim
- Juan Gabriel Pareja vai Morales

### Các diễn viên phụ khác
- IronE Singleton vai Theodore Douglas
- Adam Minarovich vai Ed Peletier
- Melissa McBride vai Carol Peletier
- Jeryl Prescott Sales vai Jacqui
- Madison Lintz vai Sophia Peletier
- Maddie Lomax vai Eliza Morales
- Viviana Chavez-Vega vai Miranda Morales
- Noah Lomax vai Louis Morales

## Cái chết trong tập
- Không có

## Đánh giá
Leonard Pierce từ trang The A.V. Club cho "Tell It To The Frogs" điểm A- trên thang điểm từ F tới A và gọi đây là "tập phim chủ chốt trong việc tạo nên màu sắc riêng cho mùa phim đầu tiên". Anh đánh giá cao tập phim này và nói rằng nó "đã làm được những điều cần phải làm: đào sâu vào các nhân vật, củng cố thêm các mối quan hệ, tạo ra những mâu thuẫn trong tương lai, và cho dàn diễn viên thêm nhiều cơ hội để thể hiện. Tuyệt vời nhất là ở chỗ nó đã quay trở lại với mạch truyện chậm hơn, sâu sắc hơn giống như tập đầu tiên". Eric Goldman của trang IGN cũng đưa ra một nhận xét đầy tích cực và cho điểm "Tell It To The Frogs" là 8.5 trên 10. Trên trang Rotten Tomatoes, tập phim này cũng được 91% trong tổng hợp 11 bài đánh giá mang tính tích cực.

## Bên lề
- Lần xuất hiện đầu tiên của: Ed Peletier, Carol Peletier, Sophia Peletier, Miranda Morales, Eliza Morales, Louis Morales, Daryl Dixon.
- Đây là tập duy nhất của phim mà toàn bộ các thành viên trong nhóm Atlanta xuất hiện cùng nhau.
- Đây là một trong những tập phim có nhiều người tham gia viết kịch bản nhất trong cả series.
- Tên của tập phim, "Tell It To The Frogs" bắt nguồn từ câu nói của Lori với Shane rằng: "Đi mà nói với lũ ếch ấy" khi Shane cố để nói chuyện với cô về việc Rick còn sống trở về.
- Con walker ăn thịt con hươu mà các thành viên trong trại nhóm Atlanta nhìn thấy được thủ vai bởi nhà sản xuất Greg Nicotero.
- Mục bình luận của tập phim sau đó tiết lộ rằng ở giữa chừng của tập phim này, nhân vật Dale đã phải thay mũ của mình từ một chiếc màu xanh sang màu trắng vì chiếc mũ xanh đã bị Robert Kirkman lấy mất.
- Chiếc á Carl mặc khi đoàn tụ với Rick cũng là chiếc áo mà cậu bé đã mặc trong cảnh tương tự trong truyện tranh.